# Takht-i-Bahi
Takht-i-Bahi (eller Takhtbai eller Takht Bahai) är ett buddhistiskt klosterkomplex från 100-talet f.Kr. Det är beläget omkring 15 km från Mardan i Nordvästra gränsprovinsen, Pakistan. Komplexet blev ett världsarv 1980.
Takht betyder tron och bahi, "vatten" eller "källa" i persiska/urdu. Klosterkomplexet kallades Takht-i-Bahi då det byggdes på toppen av en kulle och nära en vattenkälla.
Takhtbai är det mest fruktbara tehsile i Mardan. Det växer många grödor i Takht Bai Tehsile, några är tobak, vete och sockerrör. Asiens första sockerbruk byggdes här av den brittiska regeringen nära buddhistklostret.

## Historia
Den första historiska referensen till dessa ruiner gjordes 1836 av den franske officeren, General Court. Utforskningar och utgrävningar startade först efter 1852.